# Carmen Maki
Cette page contient des caractères spéciaux ou non latins. S’ils s’affichent mal (▯, ?, etc.), consultez la page d’aide Unicode.
Carmen Maki (カルメン・マキ, Carmen Maki) est une chanteuse japonaise née le 18 mai 1951.

## Biographie
De son vrai nom Maki Annette Lovelace, Carmen Maki est la fille d'un père américain et d'une mère japonaise. Sa carrière musicale débute à la fin des années 1960, sortant quelques disques de musique folk, puis de blues avec le groupe Blues Creation. Dans les années 1970, elle forme le groupe de rock Carmen Maki & OZ. Elle se tourne ensuite vers le heavy metal, sortant un disque en solo en 1979 avec la participation du batteur Carmine Appice, puis formant les groupes LAFF et 5X dans les années 1980, qui marqueront la scène metal japonaise. Elle arrête sa carrière en 1984 pour des problèmes de santé. Après dix ans d'absence, elle recommence à sortir des disques à partir de 1993.

## Discographie

### Albums
- 1969 : Carmen Maki – 真夜中の詩集: ろうそくが消えるまで (Poems in the Midnight: Till the Candle Goes Out)
- 1970 : Carmen Maki – Adam and Eve
- 1971 : Carmen Maki & Blues Creation – Carmen Maki Blues Creation
- 1975 : Carmen Maki & Oz – Carmen Maki & Oz
- 1976 : Carmen Maki & Oz – 閉ざされた町 (Tozasareta Machi)
- 1977 : Carmen Maki & Oz – III
- 1978 : Carmen Maki & Oz – Last Live
- 1979 : Carmen Maki – Nightstalker
- 1980 : Carmen Maki & Laff – Laff
- 1982 : 5X – Human Target
- 1982 : 5X – Live X
- 1983 : 5X – Carmen Maki's 5X
- 1993 : Carmen Maki – Moon Songs
- 1995 : Carmen Maki & Moses – Voice of Moses
- 1996 : Carmen Maki – Unison
- 1998 : Carmen Maki – Split
- 2001 : Carmen Maki – Carmen Maki Live 世紀末を歌う
- 2003 : Carmen Maki & Salamandre – Carmen Maki & Salamandre
- 2004 : Carmen Maki – Another Way
- 2007 : Carmen Maki, Fumio Itabashi, Keisuke Ohta – Sometimes I Feel Like a Motherless Child 2007 (時には母のない子のように2007)
- 2008 : Carmen Maki – 白い月

### Compilations
- 1970 : Carmen Maki – 思い出にサヨナラ Carmen Maki '70
- 1971 : Carmen Maki – The Best
- 197x : Carmen Maki – Story
- 1982 : Carmen Maki & Oz – Gathering
- 1996 : Carmen Maki & Oz – The Best Of
- 1998 : Carmen Maki – Best & Cult
- 2001 : Carmen Maki – Super Value
- 2003 : Carmen Maki – Golden Best Carmen Maki - 70's Rock

### Singles
- 1969 : Carmen Maki – 時には母のない子のように
- 1969 : Carmen Maki – 山羊にひかれて
- 1969 : Carmen Maki – 私が死んでも
- 1970 : Carmen Maki – 東京はみなし児
- 1970 : Carmen Maki – Noisy Baby (ノイジー・ベイビー)
- 1970 : Carmen Maki – 想いでにサヨナラ
- 1974 : Carmen Maki & Oz – 午前1時のスケッチ
- 1977 : Carmen Maki & Oz – 空へ
- 1978 : Carmen Maki & Oz – 私は風
- 1979 : Carmen Maki – I Just Fell in Love Again
- 1979 : Carmen Maki – 風に乗って (Easy Come Easy Go)
- 1980 : Carmen Maki & Laff – 恋はエクスタシー
- 1982 : 5X – Easy Come, Easy Go
- 1983 : 5X – Fantasy
- 1995 : Carmen Maki – 夜間飛行
- 1996 : Carmen Maki – 星の河を渡ろう
- 1998 : Carmen Maki – Wild Flower (ワイルドフラワー)